# تل پهلوانی
تل پهلوانی مربوط به دوران‌های تاریخی پس از اسلام است و در شهرستان اقلید، بخش حسن‌آباد، روستای پهلوانی واقع شده و این اثر در تاریخ ۱۲ بهمن ۱۳۸۱ با شمارهٔ ثبت ۷۳۲۳ به‌عنوان یکی از آثار ملی ایران به ثبت رسیده است.